# سيدريك كوكس
سيدريك كوكس هو سياسي كندي، ولد في 27 يناير 1913 في كندا، وتوفي في 10 مايو 1993 في كاملوبس في كندا. حزبياً، نشط في الحزب الديمقراطي الجديد في كولومبيا البريطانية ‏.